# 北京市公安局强制治疗管理处
北京市公安局强制治疗管理处始建于1965年，隶属于北京市公安局，位于北京市房山区岳各庄镇西周各庄村西。该处主要负责强制隔离戒毒，强制收治肇事肇祸精神病人，并负责进行法医精神病学司法鉴定工作，以及指导各分县局开展肇事肇祸精神病人社区监护管理工作 。下设有北京市戒毒中心，成立于1995年，是北京市较大的药物依赖治疗机构之一，也是北京市的强制隔离戒毒机构之一。

## 沿革
该所始建于1965年，原名“北京市安康医院”。1982年划归北京市公安局管理，成为北京市公安局直属事业单位。后该医院被评为“三级合格”精神病专科医院。2006年12月，北京市安康医院改为行政机构，更名为“北京市公安局强制治疗管理处”（仍保留北京市安康医院的牌子），属正处级建制。

## 争议
2008年7月3日，杨佳之母王静梅曾经被当地派出所送进该处，后于当年11月23日被接出。
个别持不同政见者也曾被作为精神病人送往该处接受强制医疗。中国的异议人士王万星就曾在该医院被治疗达13年之久。2005年，据王万星称，当时尚未改制为行政机构的该医院由于资金短缺，财政陷入窘境，“无力尝试更新、更人道的治疗方式，成为平行执法机构滥用行政权力的替罪羊，饱受国际社会对其滥用精神治疗进行社会控制的质疑。 ”在治疗方法上只能采用包括电击疗法等比较落后的方法，以致造成病人死亡。但王万星本人则在该医院“受到了良好待遇，享有收听电台、读书的权利和相当的行动自由。”